# Gary (Virginie-Occidentale)
Pour les articles homonymes, voir Gary.
Gary est une ville américaine située dans le comté de McDowell en Virginie-Occidentale. La ville doit son nom à Elbert Gary (en), l'un des fondateurs de la U.S. Steel, qui y possédait une importante usine.
Selon le recensement de 2010, Gary compte 968 habitants. La municipalité s'étend sur 0,87 milles carrés (2,25 km2), dont 0,84 milles carrés (2,18 km2) de terres.